# Lorenzo Ariaudo
Lorenzo Ariaudo (Turijn, 11 juni 1989) is een Italiaans voetballer. Hij staat sinds 2014 onder contract bij US Sassuolo. Ariaudo speelt als een centrale verdediger, maar kan ook als linksback opgesteld worden.

## Clubcarrière
Op negenjarige leeftijd kwam Ariaudo in de jeugdopleiding van Juventus FC terecht. In 2009 won hij het toernooi van Viareggio, een van de bekendste jeugdtoernooien van de wereld. Hij maakte zijn debuut in het eerste elftal tijdens een wedstrijd in de voorronde van de UEFA Champions League tegen Artmedia Petržalka. Na deze wedstrijd tekende Ariaudo een vijfjarig contract bij Juventus en op 18 januari 2009 maakte hij zijn debuut in de Serie A tegen Lazio Roma. Voor het seizoen 2009/10 werd hij definitief aan de selectie toegevoegd en mocht hij meedoen tijdens een aantal vriendschappelijke wedstrijden. Tijdens de winterstop werd hij uitgeleend aan Cagliari om ervaring op te doen in een eerste elftal. Hij begon op de bank, maar op 21 februari maakte Ariaudo zijn debuut voor Cagliari, tijdens een 2–0 overwinning op Parma FC. Op 4 januari 2014 vertrok Ariaudo van Cagliari naar US Sassuolo.

## Interlandcarrière
Op 25 maart 2009 maakte Ariaudo zijn debuut voor Italië onder 21 tijdens een wedstrijd tegen Oostenrijk. Voor het Europees kampioenschap 2009 behoorde hij tot de voorselectie, maar uiteindelijk viel hij af. Na dit toernooi kwam hij wel vast bij de selectie en werd hij ook basisspeler.